# Prolom (Kuršumlija)
Pour les articles homonymes, voir Prolom.
Prolom (en serbe cyrillique : Пролом) est un village de Serbie situé dans la municipalité de Kuršumlija, district de Toplica. Au recensement de 2011, il comptait 123 habitants.
La localité de Prolom est connue pour les vertus médicinales des eaux de Prolom Banja.

## Géographie
Prolom Banja se trouve au sud de la Serbie, à proximité de la route européenne E80, qui relie Niš à Priština. La localité est située à 85 km de Niš et à 23 km au sud-est de Kuršumlija. Prolom Banja est située sur les pentes du mont Sokolovica, à une altitude comprise entre 550 et 668 m.
Environnée de montagnes moyennes (1 000 à 1 400 m), la station thermale jouit d'un climat continental qui possède aussi des caractéristiques du climat sub-alpin. Les étés y sont modérément chauds, avec peu de précipitations et un ensoleillement important ; les hivers y sont froids, avec de longues périodes d'enneigement.

## Démographie
| 1948 | 1953 | 1961 | 1971 | 1981 | 1991 | 2002 | 2011 |
| ---- | ---- | ---- | ---- | ---- | ---- | ---- | ---- |
| 172  | 248  | 225  | 180  | 200  | 92   | 111  | 123  |

|  |

## Station thermale
Les eaux de Prolom Banja doivent principalement leurs qualités thérapeutiques à la présence d'alcali, d'ozone et d'acide siliconique. La station thermale est spécialisée dans le soin des maladies des reins et des voies urinaires. On y soigne aussi les maladies de la peau, comme l'eczéma, le psoriasis, le lupus), certains troubles digestifs, les troubles veineux et artériels ainsi que les rhumatismes non-articulaires.
Depuis 1989, l'eau de Prolom Banja est mise en bouteille et commercialisée sous le nom de Prolom Voda (l'« eau de Prolom »). Une nouvelle usine d'embouteillage a été mise en service en 2005. La société Planinka, dont le siège social se trouve à Kuršumlija, assure l'embouteillage et la commercialisation de cette eau ; cette société gère également l'hôtel Radan, un hôtel trois étoiles de la station.

## Tourisme
À 30 km de Prolom, se trouve le monument naturel de la Đavolja varoš (en serbe cyrillique Ђавоља Варош, la « ville du Diable »), qui offre des formations géologiques en forme de pyramides de terre créées par l'érosion.
À 2,5 km du centre de Prolom, se trouve l'église de Lazarica. Consacrée à l'empereur Lazar, cette église-hutte a été construite en 1890 par des colons venus des monts Golija.

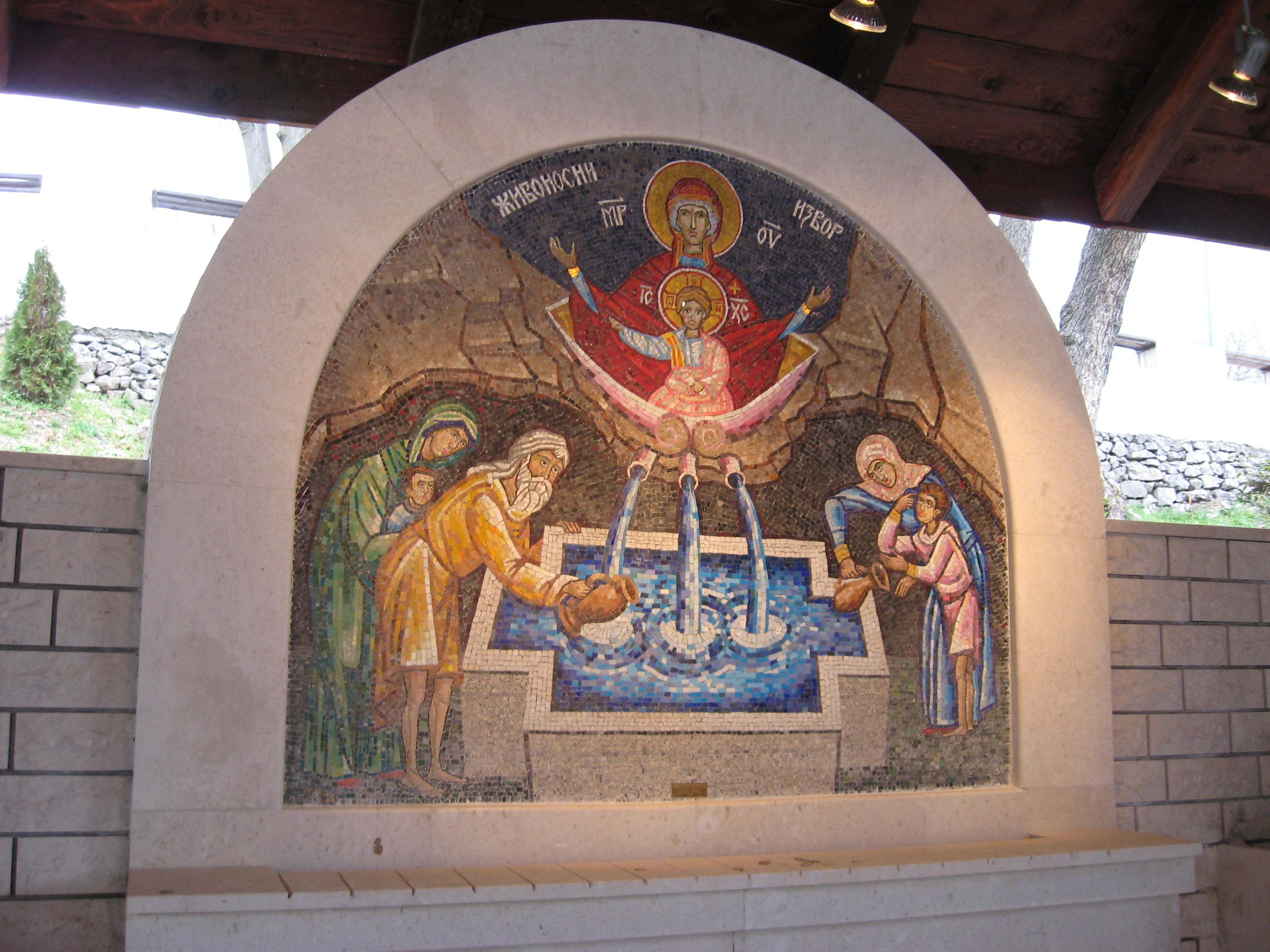
Fresque de la source thermale de Prolom Banja
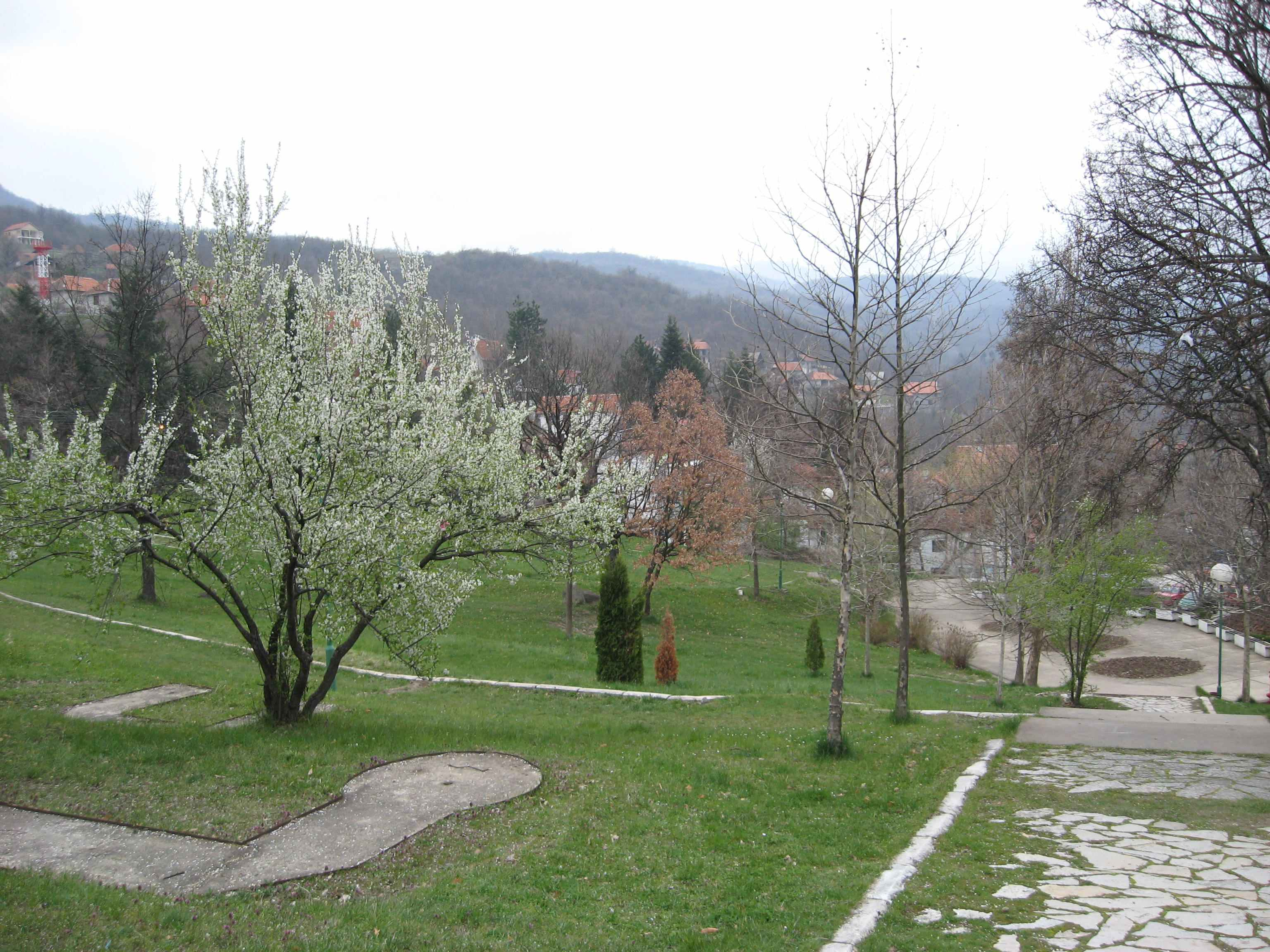
Le parc de l'hôtel Radan à Prolom Banja
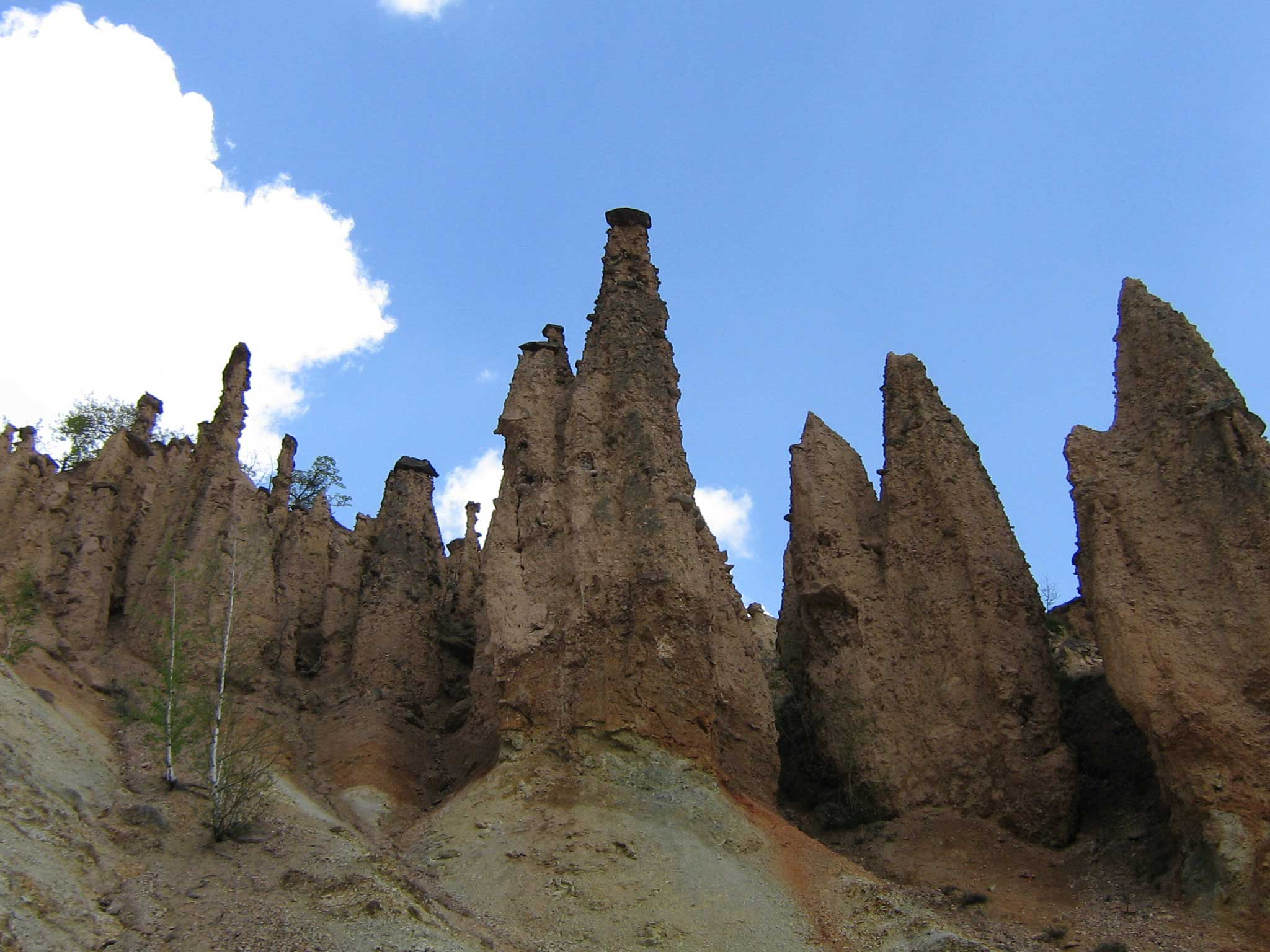
Le site naturel de la Đavolja varoš
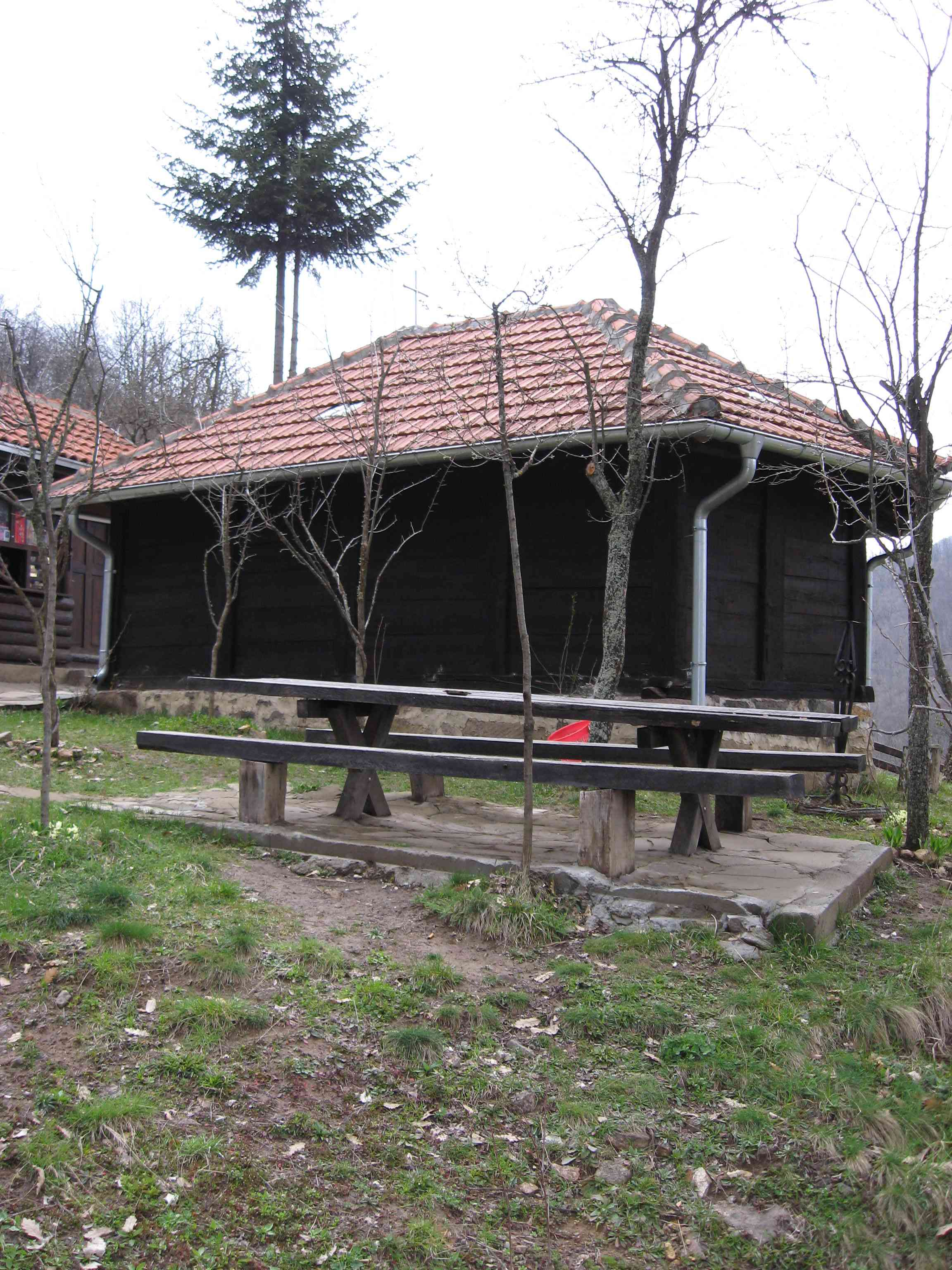
L'église-hutte Lazarica de Prolom